# Möhren (Treuchtlingen)

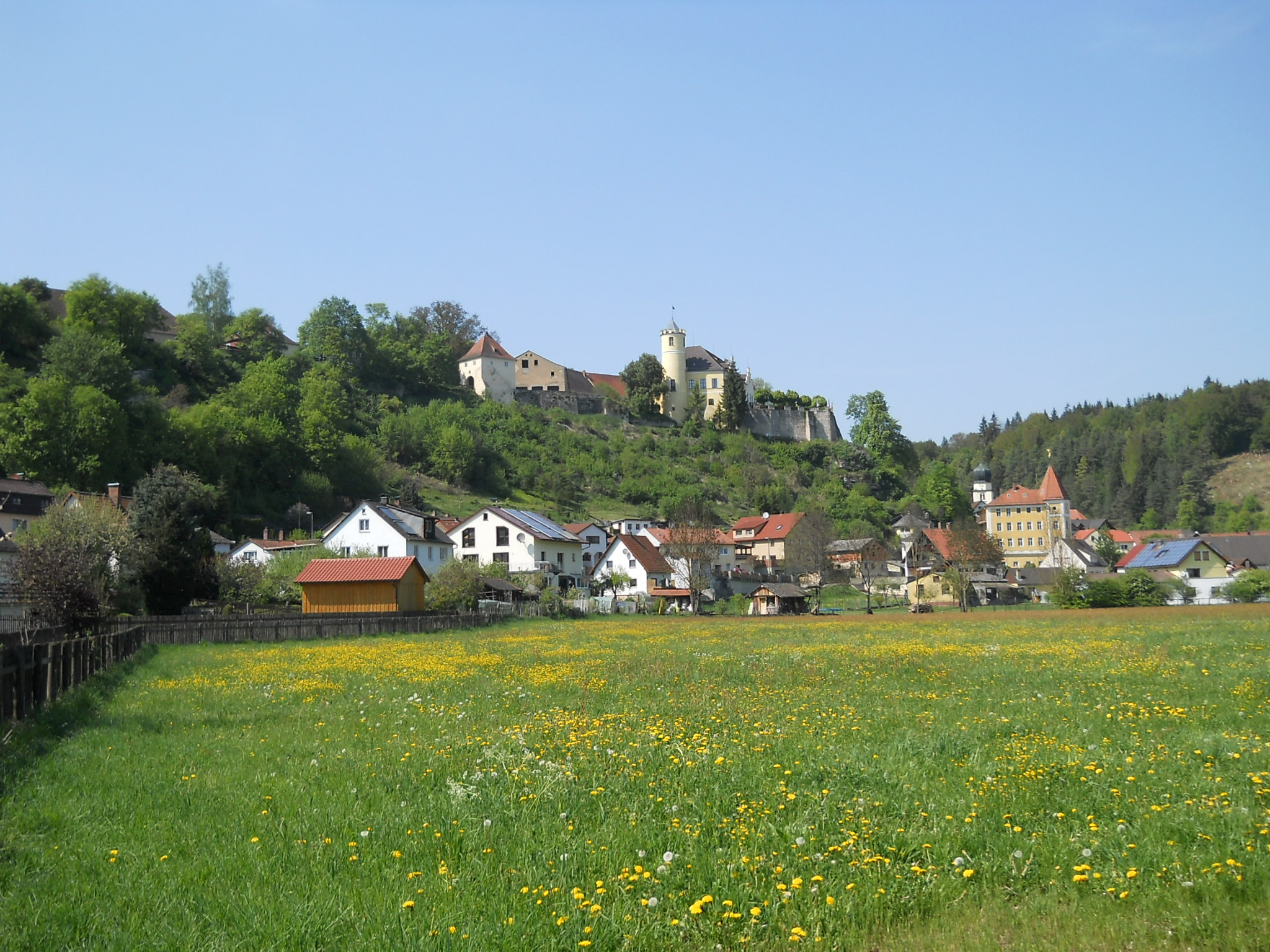
Möhren mit (rechts) Schutzengelhaus, Turm der Pfarrkirche und mit dem Schloss oberhalb des Ortes

Möhren ([ˈmøːʁən] ) ist ein Gemeindeteil der Stadt Treuchtlingen im Landkreis Weißenburg-Gunzenhausen (Mittelfranken, Bayern). Die Gemarkung Möhren hat eine Fläche von 9,428 km². Sie ist in 754 Flurstücke aufgeteilt, die eine durchschnittliche Flurstücksfläche von 12503,88 m² haben. In ihr liegen neben dem namensgebenden Ort die Gemeindeteile Eichhof, Fuchsmühle und Spielhof.

## Geographische Lage und Verkehr
Das Pfarrdorf Möhren liegt im unteren Tal des nach Treuchtlingen zur Altmühl fließenden Möhrenbachs im Hahnenkamm in der Südlichen Frankenalb, der dem Ort auch seinen Namen gab. Auf halbem Wege zum etwa acht Kilometer weiter westlich gelegenen Döckingen (Gemeinde Polsingen) befindet sich der 604,7 Meter hohe Uhlberg. Nordwestlich befindet sich das Waldgebiet Grottenhof.
Möhren hatte einen Bahnhof an der Bahnstrecke Donauwörth–Treuchtlingen, die das Möhrenbachtal zur Durchquerung des südlichen Hahnenkamms nutzt. Die Obere Möhrenbachbrücke in Möhren bei km 29,373 der Strecke Donauwörth-Treuchtlingen wurde 2011 durch die DB Netz AG entdröhnt. Die Staatsstraße 2217 führt aus dem unteren Tal von Treuchtlingen kommend durch den Ort und verlässt ihn südwärts bis zur Bundesstraße 2; die von ihr abzweigende Kreisstraße WUG 6 folgt dem oberen Tal.

## Geschichte
Dass der Ort erstmals 899 als „Maromarcha“ genannt wurde, gilt als widerlegt. Möhren gehörte ursprünglich hochgerichtlich zur Grafschaft von Lechsgemünd-Graisbach. 1198 bis 1346 waren die Herren von Möhren, Lechsgemünder Ministeriale und wurden als Ortsadelige genannt. 1295 kaufte Heinrich Marschall von Pappenheim von Wirnt (Werner) und Hilprant von Möhren die Burg zu Möhren mit dem Kirchensatz und den Mannlehen um 1000 Pfund Heller. Von den Pappenheimern ging Möhren 1342 durch Kauf über an Konrad Sorg, der an die Grafen von Oettingen veräußerte. Ebenfalls 1342 waren die Herzöge von Bayern im Besitz der Hochgerichtsbarkeit; sie verliehen 1347 Stock und Galgen an Burkhard von Seckendorf. 1352 vereinigte dieser den neuen Besitz mit dem Dorf Gundelsheim, als Anna von Möhren ihr dortiges Gut an den Ritter von Seckendorf verkaufte. Lehensherren waren die Markgrafen von Ansbach; sie belehnten 1464, 1474 und 1487 Johann von Seckendorf mit dem Schloss und mit Teilen Möhrens. 1505 ging die Hochgerichtsbarkeit an Pfalz-Neuburg über und wurde an den Ritter Hans von Seckendorf verliehen. 1522 verkaufte Hans Adam von Seckendorf sein markgräflich-ansbachisches Mannslehen, Schloss und Herrschaft Möhren-Gundelsheim sowie das pfalz-neuburgische Halsgerichtslehen an Christoph von Fuchs, Neuburger Amtmann zu Steffansburg, der seinen Besitz 1575 durch weitere Güter in Gundelsheim abrundete und zudem 1580 von Pfalz-Neuburg die höhere Jagd erhielt.
Von Neuburg aus erfolgte 1542 die Einführung der Reformation. 1626 nahm Johann Karl Fuchs von Bimbach mit Pfalz-Neuburg wieder den alten Glauben an, so dass Möhren wieder katholisch wurde. Als der Schlossherr Ostern 1662 starb und damit die Linie der Herren Fuchs von Bimbach und Möhren erlosch, ließ der Markgraf von Ansbach das Schloss einnehmen. Noch im gleichen Jahr erwarb das Herzogtum Pfalz-Neuburg durch Tausch die markgräflich-ansbachischen Rechte und ordnete den neuen Besitz dem pfalz-neuburgischen Landgericht Monheim zu, dem nun die höhere Gerichtsbarkeit oblag.
1347 bekam der Ort das Marktrecht, das im 17. Jahrhundert verlustig ging. 1671 brannte die Schlosskirche zusammen mit 32 Häusern durch Blitzschlag ab; der Wiederaufbau erfolgte durch Pfalz-Neuburg 1672/73. 1703 belehnte Pfalz-Neuburg Klara Dorothea, die verwitwete Gräfin von Fugger-Kirchberg-Weißenhorn, und ihre Tochter Felizitas mit der Herrschaft Möhren-Gundelsheim, jedoch nicht mit den Hoheitsrechten. Mitbelehnt wurde später der Mann der Letzteren, der Graf von Fugger-Nordendorf Marquard Eustach († 19. Juni 1732). 1877 verlieh König Ludwig II. das heimgefallene Ritterlehen an Graf Maximilian von Pappenheim, dessen Nachkommen das Schloss weiter besaßen. Am Ende des Alten Reiches bestand Möhren aus 67 Anwesen, die grundherrschaftlich und niedergerichtlich dem Grafen Fugger-Nordendorf gehörten – mit Ausnahme des Gemeindebesitzes (Schulhaus, Hirtenhaus und Seelhaus) und des Kirchenbesitzes (Pfarrkirche, Pfarrhof und Mesnerwohnung).  Im Königreich Bayern (1806) erhielt Fugger zunächst die Ortsgerichtsbarkeit, 1815 die Patrimonialgerichtsbarkeit II. Klasse mit Gerichtsholden in Möhren und Gundelsheim, bis 1848 die adelige Gerichtsbarkeit ebenfalls auf den bayerischen Staat überging. Die Grafen von Pappenheim haben ihr herrschaftliches Anwesen 1968 verkauft.

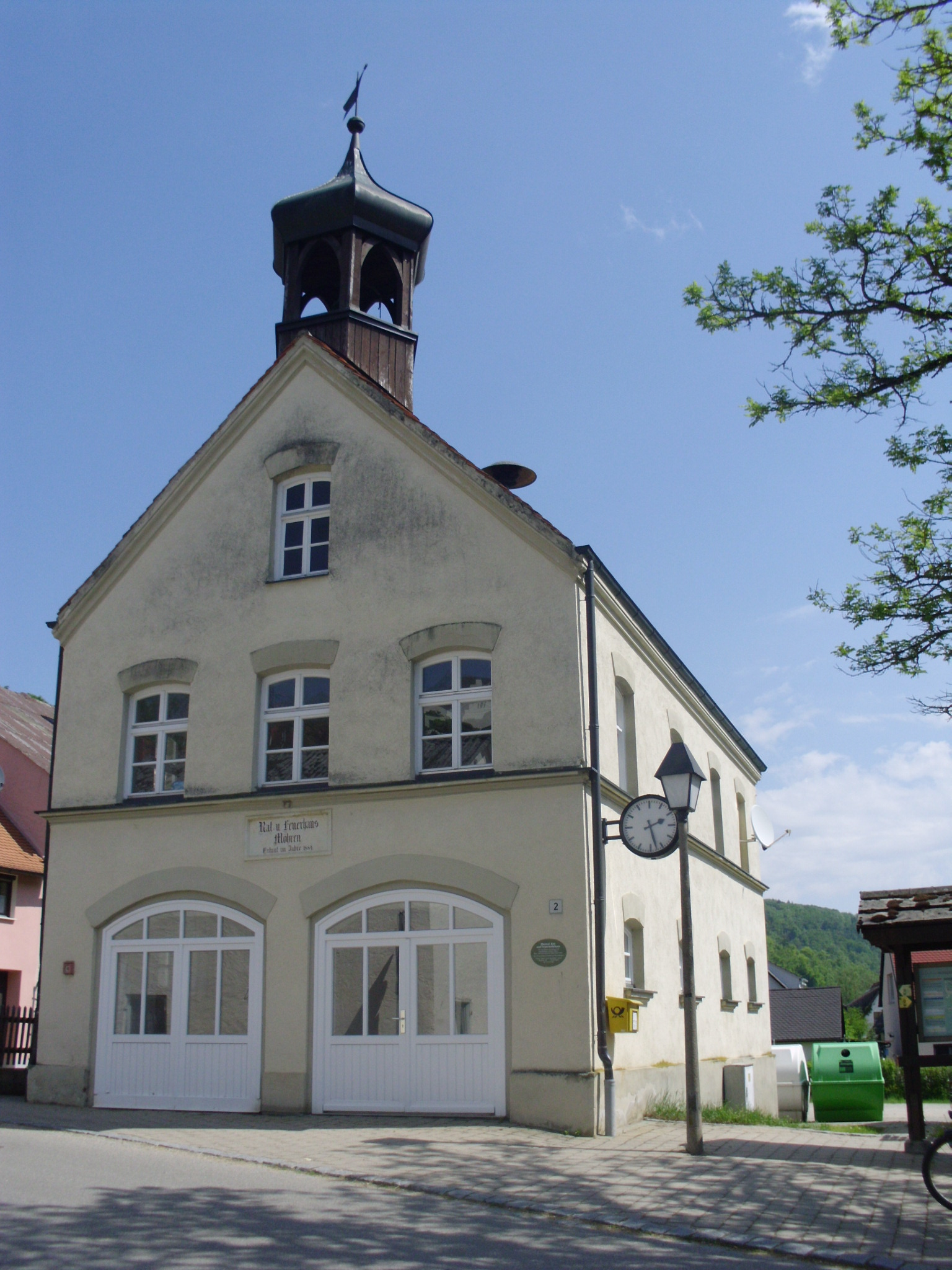
Rathaus und Feuerwehrhaus von 1884 (1983 renoviert)

Im Königreich Bayern war Möhren ein Steuerdistrikt, dem neben Möhren selbst Gundelsheim, Eichhof, Lochhof (= Lohhof), Spillhof (= Spielhof), Fuchsmühle und Seegmühle (Sägmühle) angehörten. Als Ruralgemeinde umfasste Möhren 1818 den Ort selbst (93 Anwesen), die Fuchsmühle und den Lohhof (jeweils ein Anwesen). Dem Landkreis Donauwörth des Regierungsbezirks Schwaben zugeordnet, wurde die Gemeinde Möhren (das Pfarrdorf Möhren, die Einöden Eichhof und Spielhof sowie der Weiler Fuchsmühle) im Zuge der Gebietsreform in Bayern unter dem letzten Bürgermeister Alfons Biber am 1. Juli 1972 in die Stadt Treuchtlingen eingemeindet und damit in den mittelfränkischen Landkreis Weißenburg in Bayern (ab 1. Mai 1973 Landkreis Weißenburg-Gunzenhausen) eingegliedert. 1975 bis 1896 fanden eine Flurbereinigung und die Dorferneuerung statt.

### Einwohnerentwicklung
- 1824: 508 Einwohner in 79 Anwesen[24]
- 1875: 455 Einwohner[25]
- 1938: 548 Einwohner (464 Katholiken, 84 Protestanten)[26]
- 1946: 832 Einwohner (einschließlich Heimatvertriebene)[25]

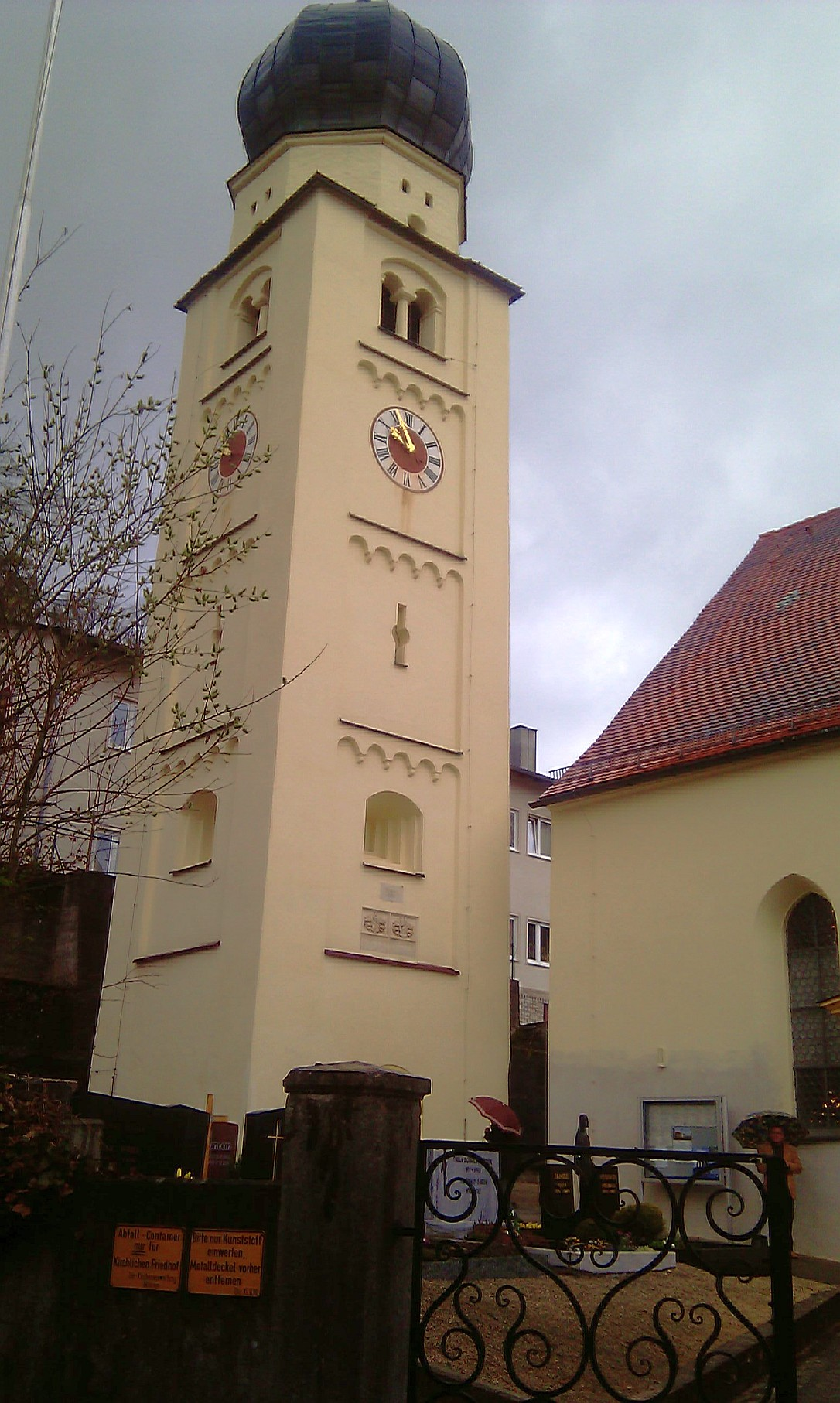
Der freistehende Kirchturm der Pfarrkirche

- 1961: 830 Einwohner[25]
- 1972: 805 Einwohner[27]
- 1987: 572 Einwohner[28]
- 2015: 564 Einwohner[29]
- 2018: 551  Einwohner[1]

## Religion
Die katholische Pfarrei Mariä Himmelfahrt in Möhren gehört zum Pfarreienverbund Treuchtlingen-Pappenheim im Dekanat Weißenburg-Wemding im Bistum Eichstätt. Im Alten Reich besaß die Herrschaft zu Möhren das Präsentationsrecht des Pfarrers.

Die Protestanten von Möhren gehören zur evangelischen Kirchengemeinde Rehlingen, die von Büttelbronn versorgt wird.

## Bauwerke
Die Pfarrkirche Mariä Himmelfahrt wurde 1583 von Andreas Fuchs von Bimbach, Herr zu Möhren, am Fuß des Schlossberges im ummauerten Friedhof als evangelische Schlosskirche samt freistehendem Turm und Schule neu errichtet. Ab 1626 fanden wieder katholische Gottesdienste statt, jedoch war die Kirche um die Mitte des 17. Jahrhunderts wohl infolge des Dreißigjährigen Krieges nicht mehr benutzbar, so dass 1659 die Gottesdienste in einem Saal des Schlosses abgehalten wurden. 1671 brannte die Kirche ab und wurde 1673/74 unter Pfalzgraf Philipp Wilhelm durch einen Neubau ersetzt. 1726 erhielt die Kirche ein neues Langhaus (15 × 11,5 m) und ein Turmdach, 1877 eine Steinmeyer-Orgel aus Oettingen, 1894 zwei neue Glocken aus Eichstätt und 1921 eine neue Bronzeglocke aus Augsburg und 1899 Glasgemälde der Firma Zettler in München. Seit 1726 fungierte die Schlosskirche als Pfarrkirche. 1904/1906 restaurierte der Historienmaler Leonhard Thoma aus München die Kirche. Das Deckengemälde von 1745 zeigt u. a. den Ort mit dem Schloss.

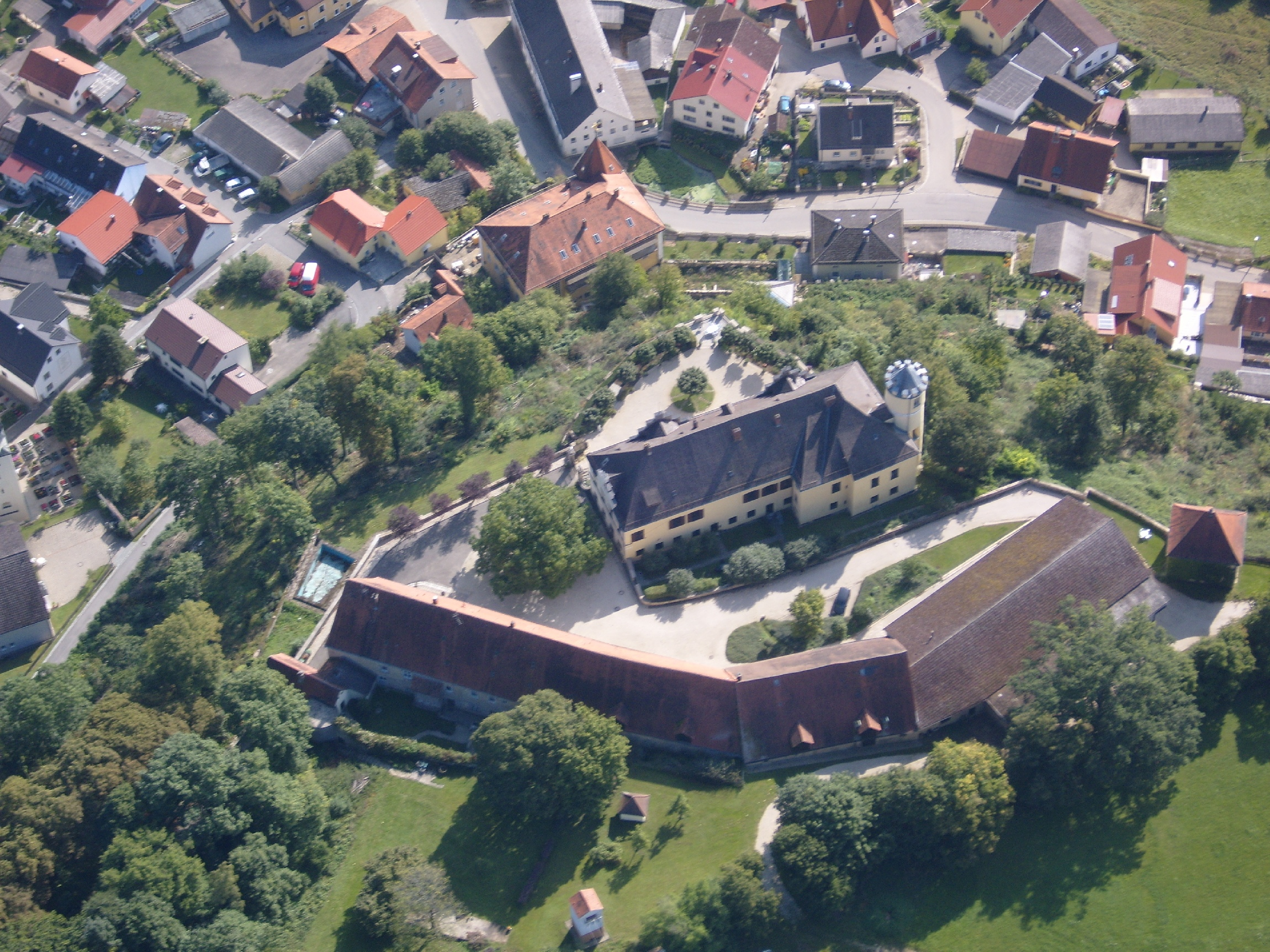
Luftbild des Schlosses

Oberhalb des Ortes befindet sich das Schloss Möhren, im wesentlich neu erbaut 1711 von Marquard Eustach, Graf von Fugger, nachdem die Vorgängeranlage unter den Verwaltern der herzoglichen Hofkammer ab 1662 völlig verwahrlost war. Der runde Südturm stammt noch aus der Burg des 13. Jahrhunderts. 1730 erhielt der Graf für sich und seine Dienerschaft in der neuerbauten Schlosskapelle die Messlizenz. 1966 ging das Schloss mit Wiesen, Äckern und Wäldern in den Besitz des Diakonieverbandes Hensoltshöhe in Gunzenhausen über. Das Schloss befindet sich seit 2004 im Besitz einer niederländischen Familie. Die heutigen Besitzer leben in der Burg selbst und haben vier Häuser als Ferienwohnung eingerichtet.

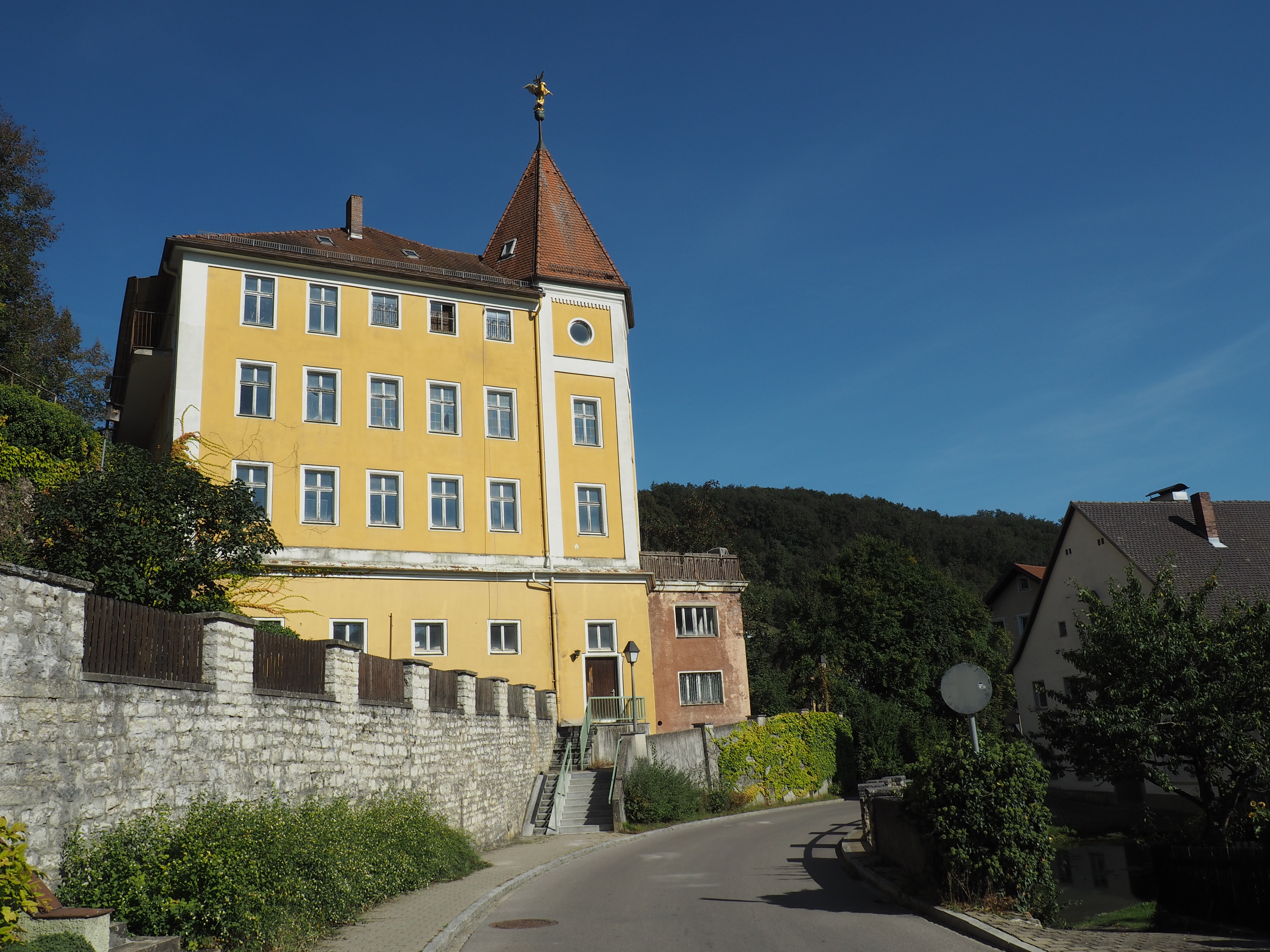
Schutzengelhaus

Ein weiteres auffälliges Gebäude im Ort ist das 1884 bis 1886 auf Initiative des Ortspfarrers Johann Michael Schmidt durch den St.- Johannes-Bezirksverein erbaute sogenannte Schutzengelhaus für Waisenkinder. Geleitet wurde das Haus von Franziskanerinnen von Maria Stern in Augsburg, die auch eine Handarbeitsschule, einen Kindergarten und die ambulante Krankenpflege betreuten. 1891 wurde eine Hauskapelle Regina angelorum errichtet, 1893 erfolgte die Genehmigung einer Privatschule für Elementarunterricht der Waisenkinder und 1901 wurde ein neuer Saal erbaut. 1976 erfolgte die Verlegung nach Eichstätt als das von der Caritas geleitete Kinderdorf Marienstein. Von 1979 bis 1983 waren im Schutzengelhaus vietnamesische Flüchtlinge aus Lagern in Manila und Hongkong untergebracht; derzeit steht es leer.
1885 wurde im sogenannten Heiligengarten (ehemaliger Friedhof mit der 1702/03 abgebrannten ehemaligen Pfarrkirche) eine Mariensäule errichtet.

## Persönlichkeiten
- Albert Stöckl, * 1823 in Möhren, † 1895 in Eichstätt, Professor der Philosophie und Mitglied des Deutschen Reichstags (dargestellt auf einem der beiden Glasfenster der Pfarrkirche).
- Hildebrand von Möhren, 1261–1279 Bischof von Eichstätt (dargestellt auf einem der beiden Glasfenster der Pfarrkirche).